# 조해일
조해일(趙海一, 1941년 4월 18일 ~ 2020년 6월 19일)은 대한민국의 소설가이다.
중화인민공화국 하얼빈에서 출생하였으며, 본명은 조해룡(趙海龍)이다. 광복 후 서울로 이주하였고 경희대학교 국어국문학과를 졸업하였다. 1970년 《중앙일보》 신춘문예에 〈매일 죽는 사람〉이 당선되어 등단하였다. 경희대학교 국어국문학과 교수를 역임하였으며, 주요 작품으로 《매일 죽는 사람》,《아메리카》,《겨울 여자》,《왕십리》,《지붕위의 남자》,《갈 수 없는 나라》,《우요일》,《엑스》,《임꺽정》 등이 있다. 1970년대의 산업화 사회에서 소설이라는 장르를 대중과 결합시킨 작가라는 평을 받고 있다.

## 가족 관계
- 배우자 : 정굉미
  - 아들 : 조대형